# شركة الأسترالية

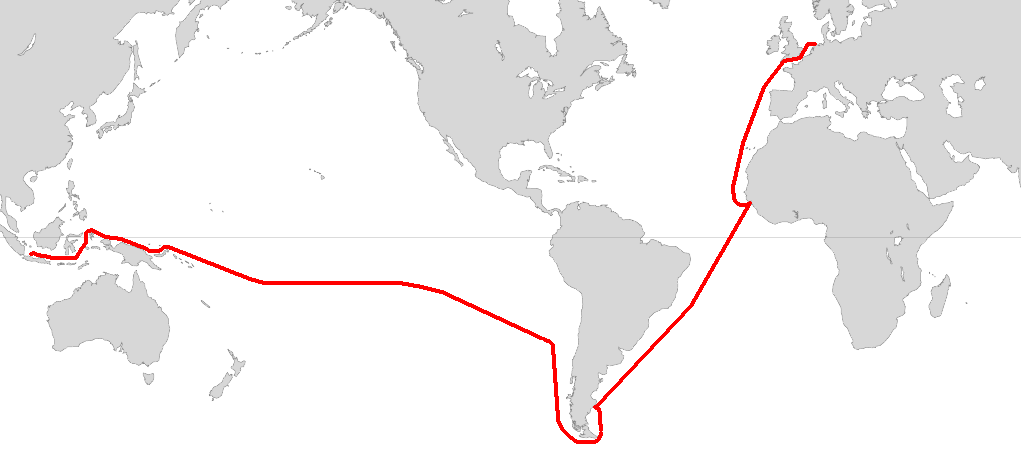

كانت الشركة الأسترالية إحدى الشركات الأوروبية التي تأسست في قرن السابع عشر  للتجارة الدولية الكبيرة.
مقرها في جمهورية هولندا ، أسسها إسحاق لو مير (1558-1624) ، تاجر هولندي من أصول والون عاش في تورناي ، ثم أنتويرب ، أمستردام وأخيراً مدينة هورن . كان من بين مروجي الشركة ابنه يعقوب لو مير وويليم شوتن (1567-1625).
غادر السفينتان اللذان استأجرتهما الشركة في عام 1615 ميناء تيكسل الواقع في هولندا ، كجزء من رحلة استكشافية كان هدفها إيجاد طريق بحري جديد إلى المحيط الهادئ وأرخبيل جزر الملوك في الهند الشرقية الهولندية إندونيسيا حاليا ، من أجل التمكن من تجاوز القيود التجارية التي تفرضها شركة الهند الشرقية الهولندية (VOC).
هاتان السفينتان ، إيندراخت -لا كونكورد (220 طناً و 65 رجلاً) ، هورن (110 أطنان و 22 رجلاً) كانت بقيادة الأخوين ويليم وجان شوتن ، وهما من أفضل البحارة في هولندا.
في عام 1616 ، عبر شوتن ممر دريك ، الذي افتتحه الملاح السير فرانسيس دريك قبل حوالي أربعين عامًا ، وعبر كيب هورن ، الذي سماه على اسم مسقط رأسه ، مدينة هورن الهولندية. توفي زميله جاكوب لو مير قبل أيام قليلة في حريق في سفينته ، هورن.
عند دخول المحيط الهادئ ، اتبعت البعثة طريق فرناندو ماجلان . لقد تسبب مرض عوز فيتامين سي بالفعل في إحداث فوضى بين أفراد الطاقم  ، الذين تابعوا السواحل الشمالية لجزر أيرلندا الجديدة أحد جزر أرخبيل بسمارك وغينيا الجديدة ، وزاروا العديد من الجزر القريبة ، بما في ذلك تلك التي تسمى الآن جزر شوتين .
ومع ذلك ، ستعتبر هذه النتائج مخيبة للآمال من قبل شركة الهند الشرقية الهولندية ، التي ادعت ملكية المكان ورفعت دعوى قضائية ضدهم ، وفاز بها المستكشفون. ومع ذلك ، توقف استكشاف المحيط الهادئ لسنوات عديدة.
قررت الشركة الأسترالية نشر سجل الحملة في عام 1622 في مجموعة Niewe Werelt Anders.